# Sumpf-Segge
Die Sumpf-Segge (Carex acutiformis Ehrh., Syn.: Carex paludosa Gooden.), auch als Scharfkantige Segge bezeichnet, ist eine Pflanzenart aus der Gattung der Seggen (Carex) innerhalb der Familie der Sauergrasgewächse (Cyperaceae).

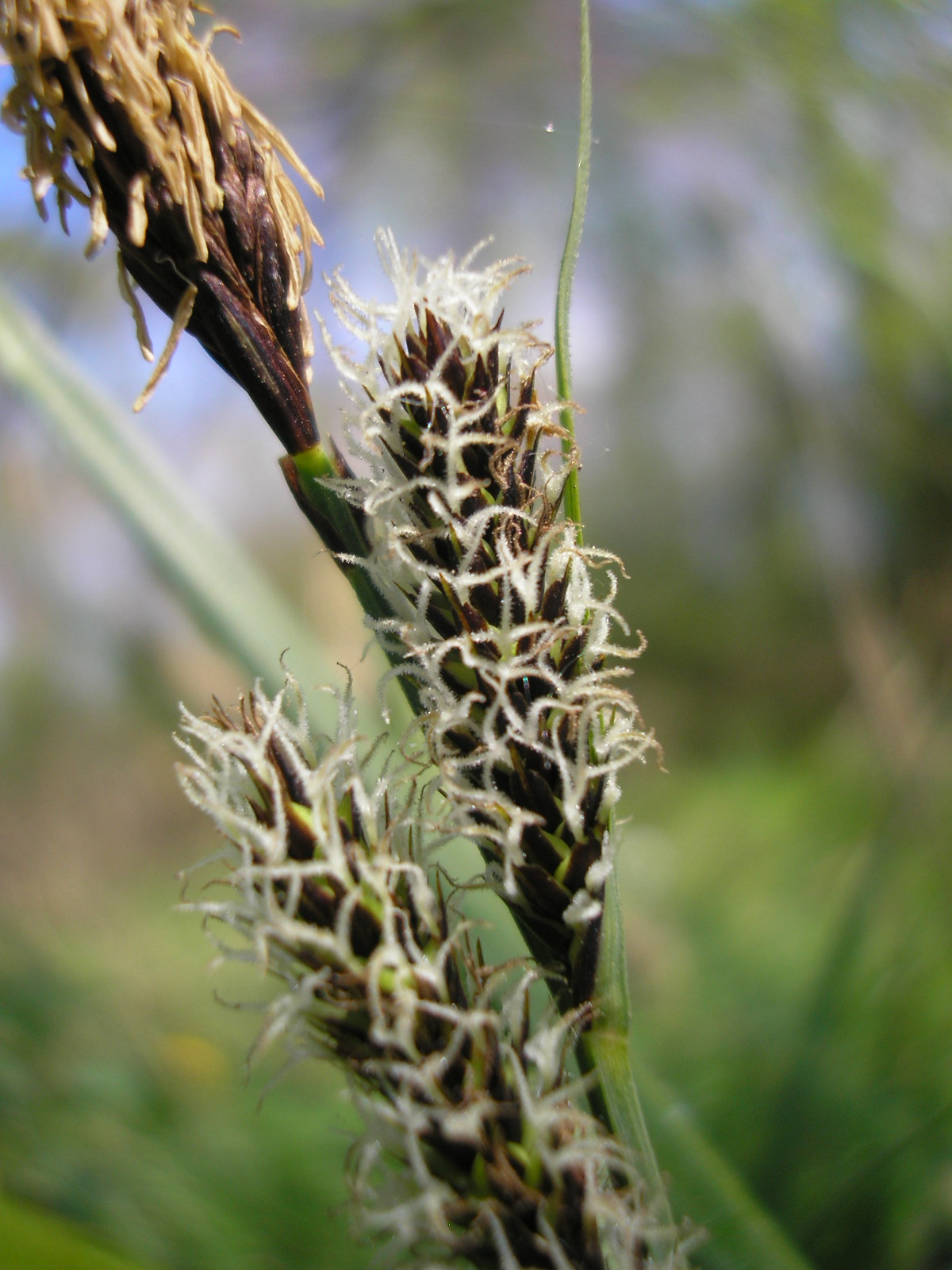
Blütenstand

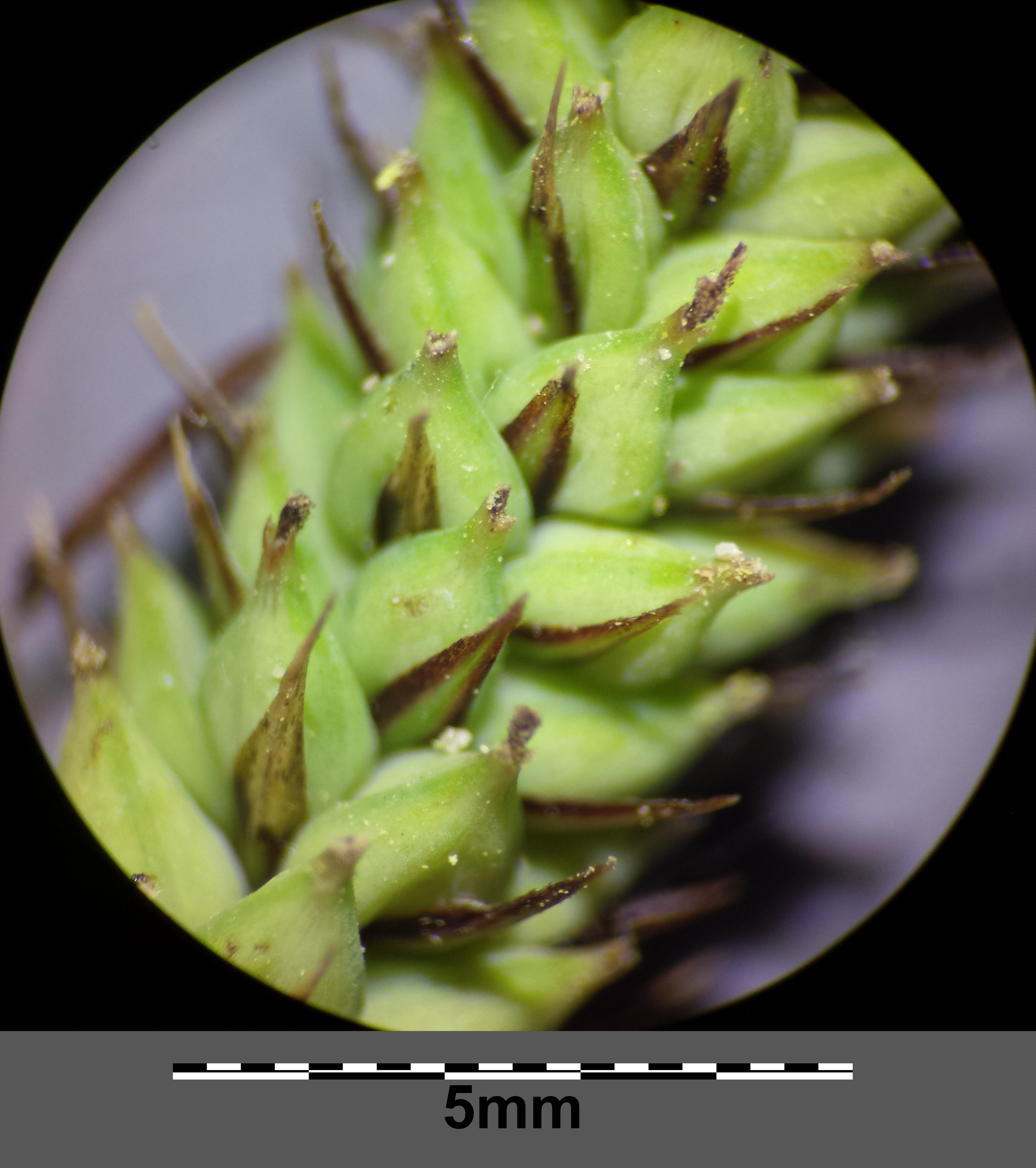
Weibliches Ährchen

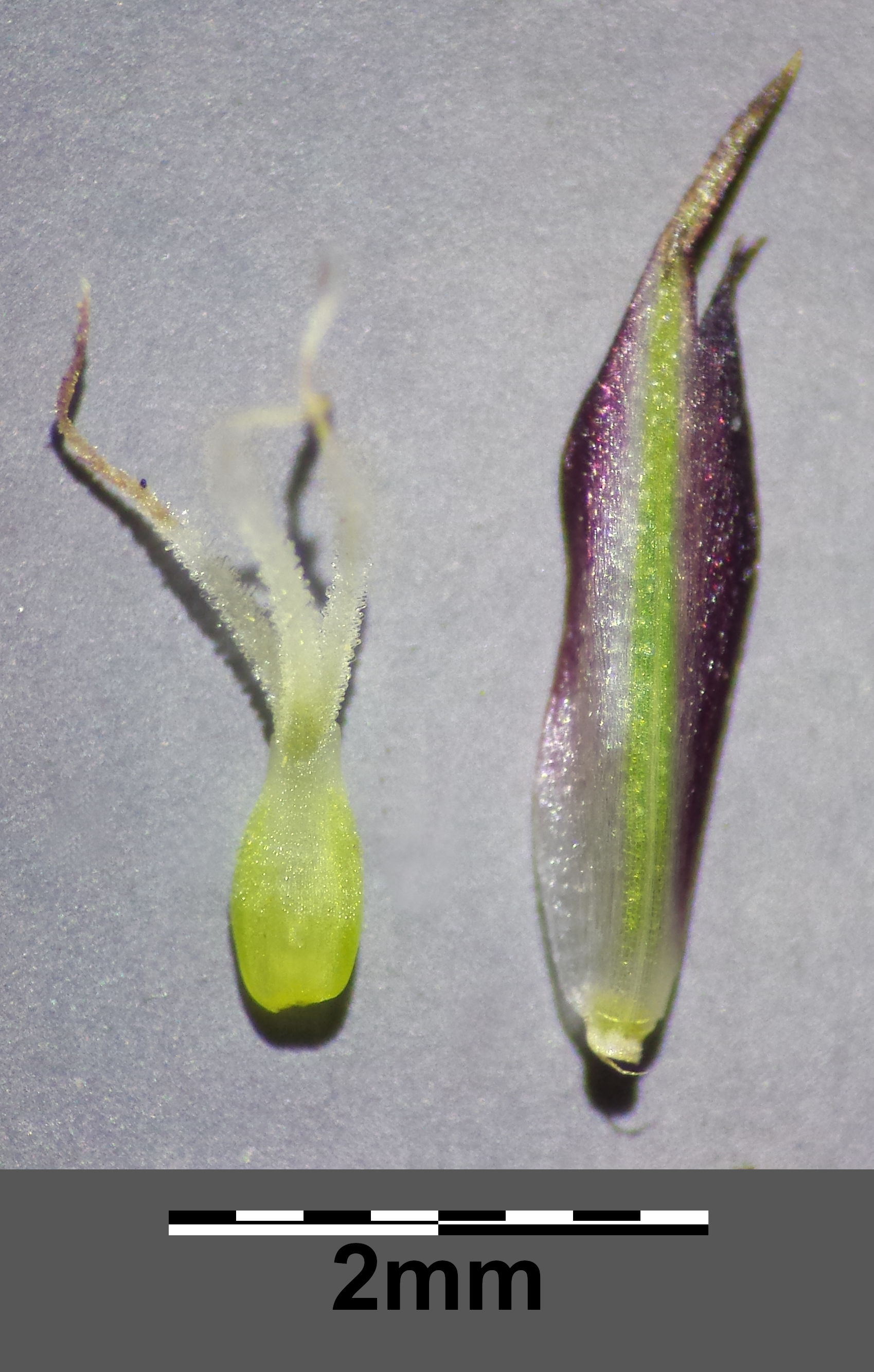
Schlauch und Spelze

## Beschreibung

### Vegetative Merkmale
Die Sumpf-Segge ist eine ausdauernde krautige Pflanze, die Wuchshöhen von etwa 30 bis 120, zuweilen bis 150 Zentimetern erreicht. Die aufrecht wachsende Pflanze bildet sehr lange, kräftige und dicke und tiefreichende Rhizome. Die neu angelegten Rhizome sind weiß mit weißlichen Niederblättern, die länger als die Glieder sind. Ältere Rhizome sind gelblich mit bräunlichen schnell vergehenden Niederblättern. Die Blütenstängel sind scharf-dreikantig, 2 bis 4 Millimeter dick und im oberen Bereich rau. Die Seitenränder der allmählich zugespitzten Blattspreiten sind zurückgeschlagen (Knickrandblatt). Sie sind 4 bis 9, manchmal auch bis zu 18 Millimeter breit, flach und grün. Die Blattunterseite ist typisch blau-grün und liniert, die Blattoberseite ist sehr rau. Der Triebgrund ist stumpf-dreikantig und rot angelaufen. Die Blattscheiden sind dreikantig, rot und sehr hoch gehend. Die vordere Scheidenwand ist weißhäutig und ausgesprochen netzfaserig; ihr oberer Rand ist nach unten tief ausgebogen. Die Blatthäutchen sind spitzbogig und ein- bis dreimal so hoch wie breit.

### Generative Merkmale
Die Blütezeit reich von Mai bis Juni. Der Blütenstand erreicht Längen bis über 30 Zentimeter. Dieses Riedgras gehört zu den verschiedenährigen Seggen, bei denen die Ähren der beiden Geschlechter unterschiedlich gestaltet sind. Die oberen meist zwei bis drei männlichen Ähren sind von dick-länglicher Gestalt; das oberste ist etwa 3 bis 5 Zentimeter lang und etwa 5 Millimeter dick. Die Spelzen der männlichen Blüten sind länglich-lanzettlich, die an der Basis der Ährchen sind stumpf, die oberen spitz bis stachelspitzig und größer als die der weiblichen Blüten. Sie sind dunkel-rotbraun bis fast schwarz mit schmalem hellerem Mittelstreifen und schmalen weißhäutigen Rändern. In den unteren zwei oder drei weiblichen Ähren sind die Blüten dicht angeordnet; sie sind sitzend oder kurz gestielt, aufrecht stehend oder überhängend und bei einer Länge von 2 bis 6 Zentimetern sowie einem Durchmesser von 7 bis 8 Millimetern walzlich geformt. Das unterste Tragblatt überragt den Blütenstand oft sehr weit. Die Spelzen der weiblichen Blüten sind bei einer Länge von 3 bis 4 Millimetern sowie einer Breite von etwa 1 Millimeter länglich-eiförmig bis lanzettlich mit einem stumpfen bis spitzen oder stachelspitzigen oberen Ende und rot-braun bis schwarz-braun mit grünem Mittelstreifen und weißhäutigen Rändern. Die Fruchtschläuche sind bei einer Länge von 4 bis 5,5 Millimetern sowie einer Breite von etwa 2 Millimetern eiförmig bis ellipsoid, schräg abstehend, abgeflacht dreikantig, kahl, deutlich längsnervig und dunkel-grün bis grau-braun; sie sind in einen ausgerandeten bis kurz zweizähnigen, helleren Schnabel verschmälert. Der Fruchtknoten ist dreinarbig.
Die bei Reife braunen Früchte sind bei einer Länge von 2 bis 2,5 Millimetern sowie einer Breite von etwa 1 Millimeter breit verkehrt-eiförmig und dreikantig.
Die Chromosomenzahl beträgt 2n = 78.

## Ökologie
Die Sumpf-Segge ist ein Rhizomgeophyt bzw. eine Sumpfpflanze. Vegetative Vermehrung erfolgt durch die unterirdischen Ausläufer. Durch die dickwalzigen männlichen Blütenstände findet eine besonders hohe Produktion an Pollen statt. Die Früchte erfahren eine Schwimmausbreitung. Fruchtreife erfolgt von Juli bis August.

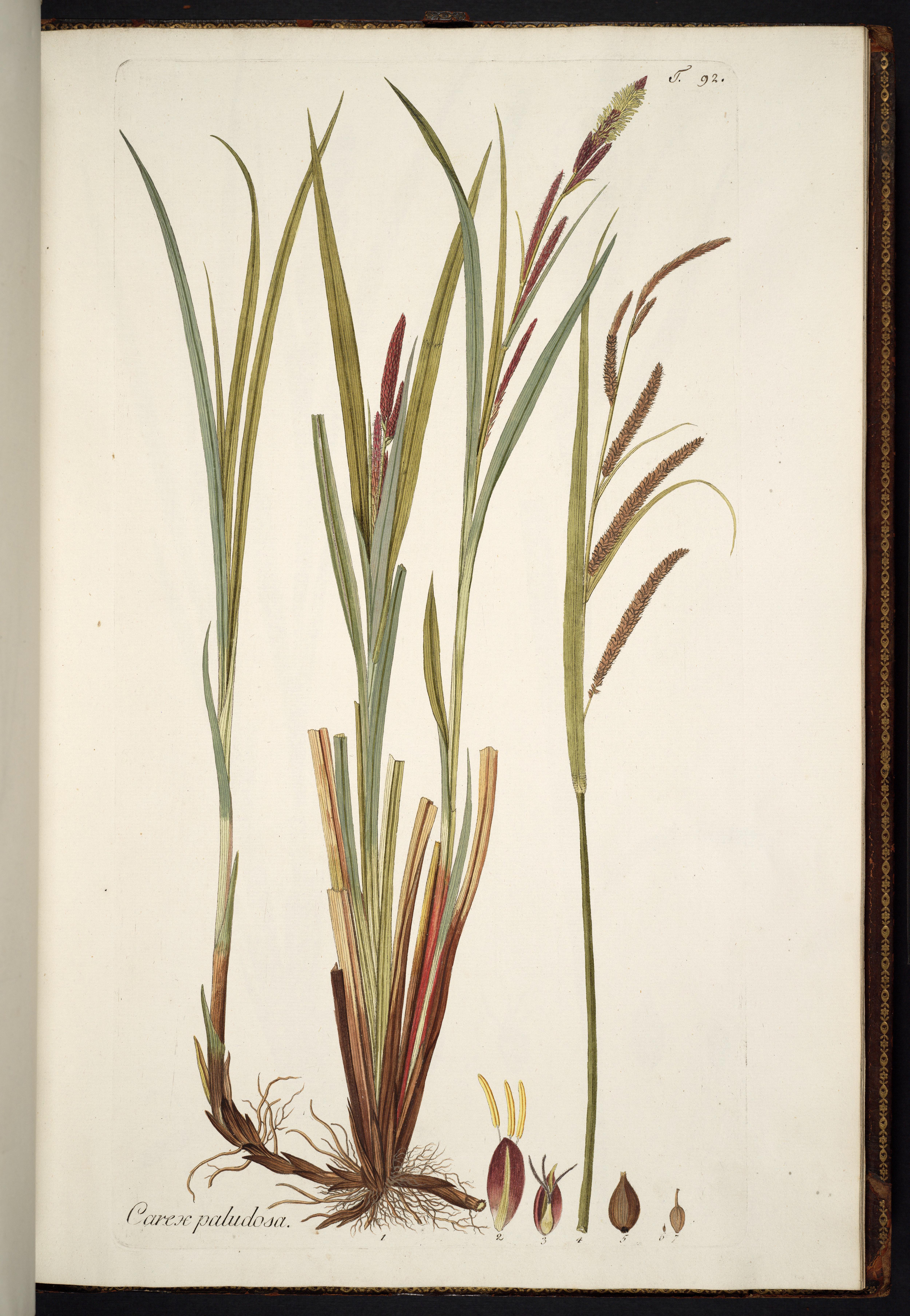
Illustration

## Vorkommen
Carex acutiformis ist ein eurasisch-subozeanisch-submediterranes Florenelement. Ihr Verbreitungsgebiet reicht von Europa und Nordwestafrika bis Kaschmir. Im östlichen Nordamerika ist Carex acutiformis ein Neophyt. Die Sumpf-Segge kommt in Europa von Skandinavien bis ins südliche Europa vor. In Europa fehlt sie nur in den Ländern Portugal, Island und Spitzbergen. In Mitteleuropa kommt sie verbreitet vor. In Österreich kommt die Sumpf-Segge zerstreut vor, während sie in der Schweiz verbreiteter ist. Sie ist in Deutschland im gesamten Gebiet verbreitet und kommt meist häufig und bestandsbildend vor. Sie fehlt jedoch in Mitteleuropa in den Silikatgebieten; sonst tritt sie zerstreut auf. Sie steigt in den Alpen in Liechtenstein am Matlerjoch bis in eine Höhenlage von 1800 Meter, im Kanton Wallis bei Champex-Lac bis 1450 Meter und in Graubünden im Unterengadin bis 2100 Meter auf. In den Allgäuer Alpen erreicht sie ihre Obergrenze bei einer Höhenlage von 1720 Meter am Schlappoltsee in Bayern.
Die Sumpf-Segge wächst in Großseggenrieden, Zwischenmooren, Feuchtwiesen und Auenwäldern. Sie gedeiht meist auf nassen, zeitweilig überschwemmten, nährstoff- und basenreichen, mäßig sauren, humose Torf- und Tonböden. Sie kommt in Mitteleuropa vor allem in Pflanzengesellschaften des Alno-Ulmion, des Alnion und des Magnocaricion vor, bildet aber gelegentlich eigene Bestände.
Die ökologischen Zeigerwerte nach Landolt et al. 2010 sind in der Schweiz: Feuchtezahl F = 4+w+ (nass aber stark wechselnd), Lichtzahl L = 3 (halbschattig), Reaktionszahl R = 4 (neutral bis basisch), Temperaturzahl T = 3+ (unter-montan und ober-kollin), Nährstoffzahl N = 4 (nährstoffreich), Kontinentalitätszahl K = 3 (subozeanisch bis subkontinental), Salztoleranz = 1 (tolerant).

## Taxonomie
Die Erstveröffentlichung von Carex acutiformis erfolgte 1789 durch Jakob Friedrich Ehrhart in Beiträge zur Naturkunde, und den damit verwandten Wissenschaften, besonders der Botanik, Chemie, Haus- und Landwirthschaft, Arzneigelahrtheit und Apothekerkunst, Band 4, Seite 43. Das Artepiethton acutiformis bedeutet, dass sie der Art Carex acuta ähnlich ist. Ein Synonym für Carex acutiformis Ehrh. ist Carex paludosa Gooden.

## Nutzung
Die Sumpf-Segge ist wie die Schlank-Segge (Carex acuta) eine zwei Schnitte liefernde Streupflanze.